# Schizonycha ruficollis
Schizonycha ruficollis är en skalbaggsart som beskrevs av Fabricius 1781. Schizonycha ruficollis ingår i släktet Schizonycha och familjen Melolonthidae. Inga underarter finns listade i Catalogue of Life.